# Волоконно-оптическая связь

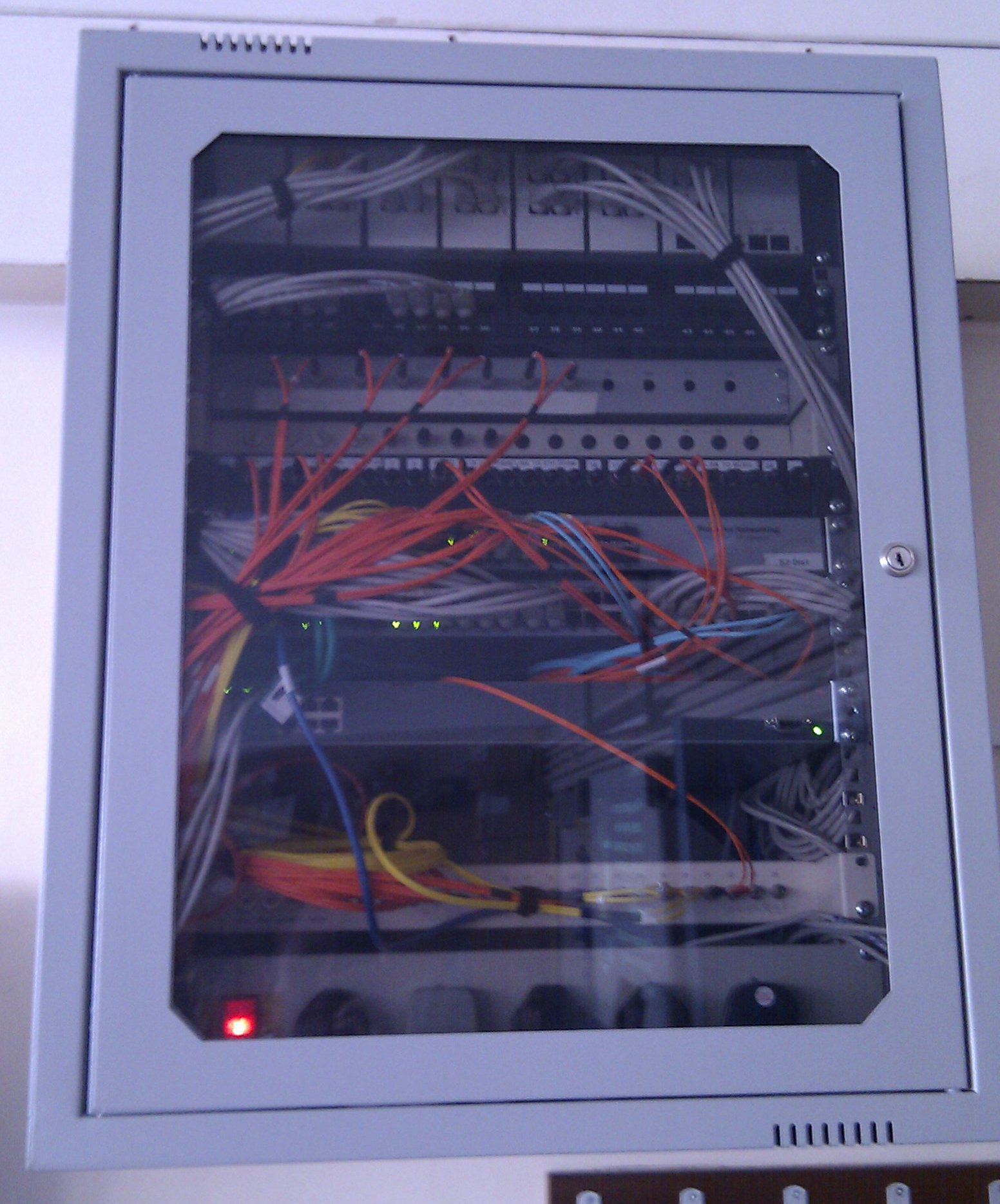
Распределительная коробка оптического волокна. Жёлтые кабели являются одномодовыми волокнами; оранжевый и синий кабели представляют собой многомодовые волокна: волокна OM1 62,5/125 μm и волокна OM3 50/125 μm соответственно.

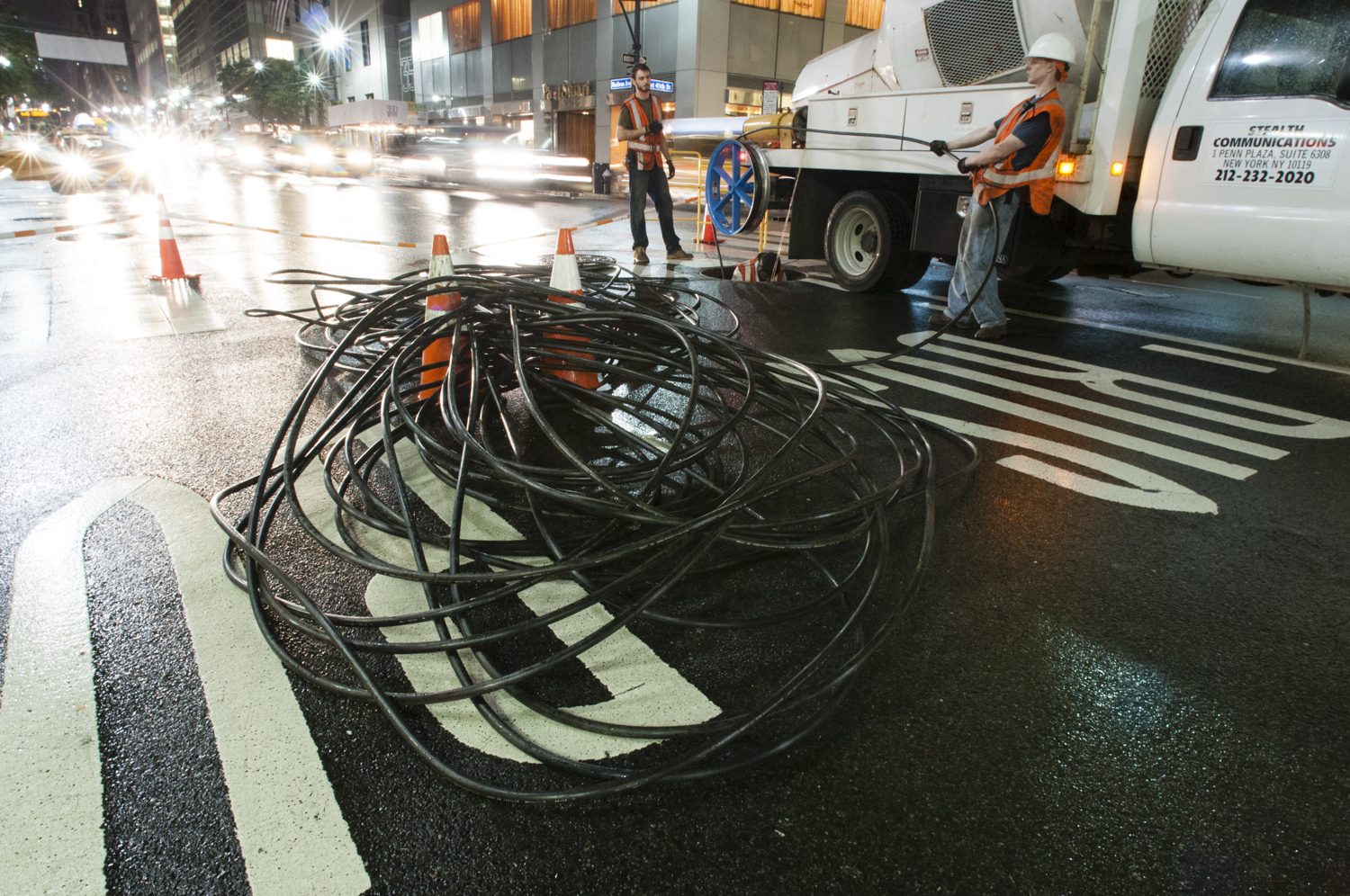
Стелс прокладывает тёмный оптоволоконный кабель на 432 счетчика под улицами центра Манхэттена, Нью-Йорк

Волоко́нно-опти́ческая связь — способ передачи информации, использующий в качестве носителя информационного сигнала электромагнитное излучение оптического (ближнего инфракрасного) диапазона, а в качестве направляющих систем — волоконно-оптические кабели. Благодаря высокой несущей частоте и широким возможностям мультиплексирования пропускная способность волоконно-оптических линий многократно превышает пропускную способность всех других систем связи и может измеряться терабитами в секунду. Малое затухание света в оптическом волокне позволяет применять волоконно-оптическую связь на значительных расстояниях без использования усилителей. Волоконно-оптическая связь свободна от электромагнитных помех и труднодоступна для несанкционированного использования: незаметно перехватить сигнал, передаваемый по оптическому кабелю, технически крайне сложно.

## Физическая основа

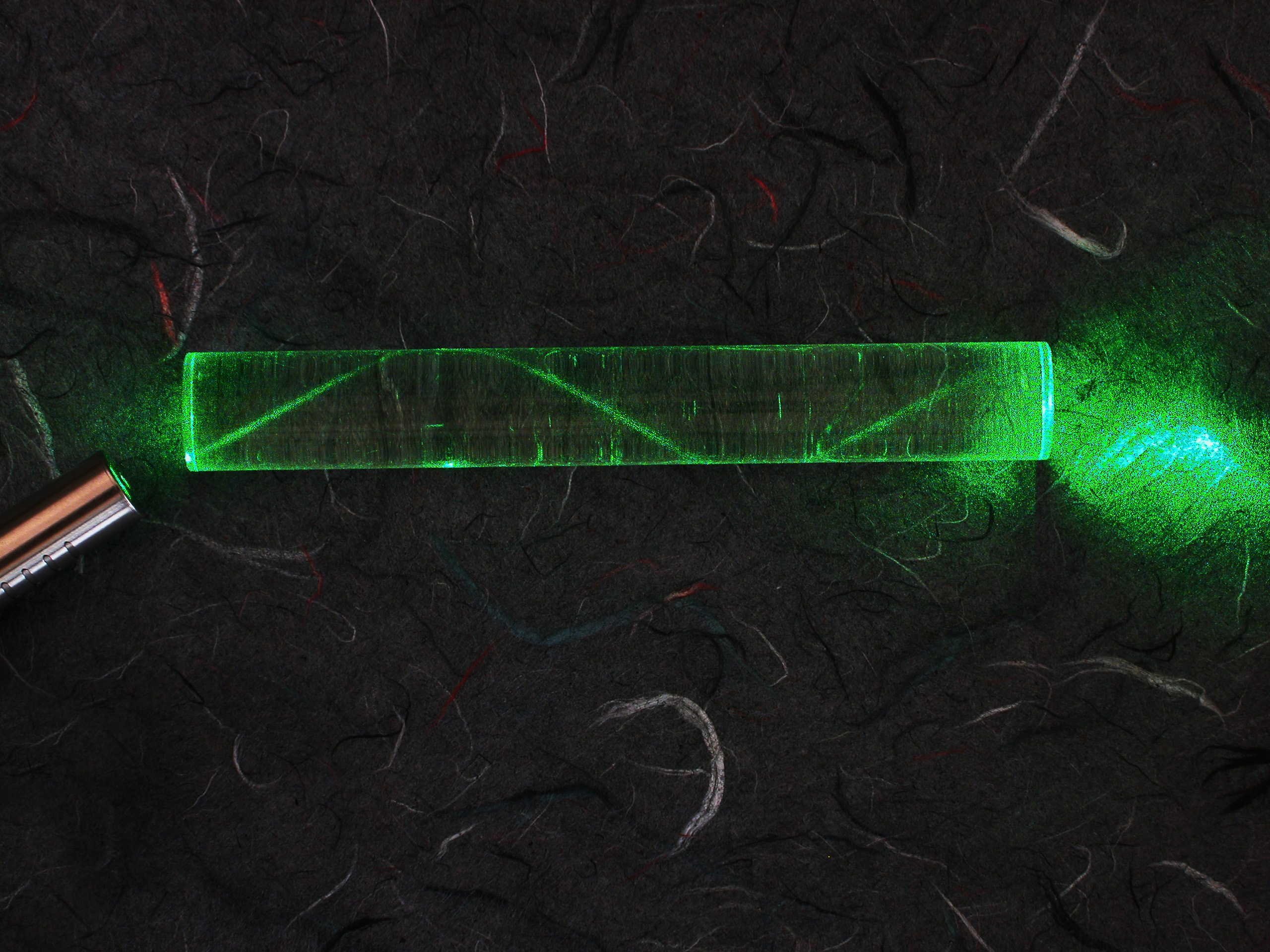
Почти полное внутреннее отражение в оптической среде

В основе волоконно-оптической связи лежит явление полного внутреннего отражения электромагнитных волн на границе раздела диэлектриков с разными показателями преломления. Оптическое волокно состоит из двух элементов — сердцевины, являющейся непосредственным световодом, и оболочки. Показатель преломления сердцевины несколько больше показателя преломления оболочки, благодаря чему луч света, испытывая многократные переотражения на границе сердцевина-оболочка, распространяется в сердцевине, не покидая её.

## Применение

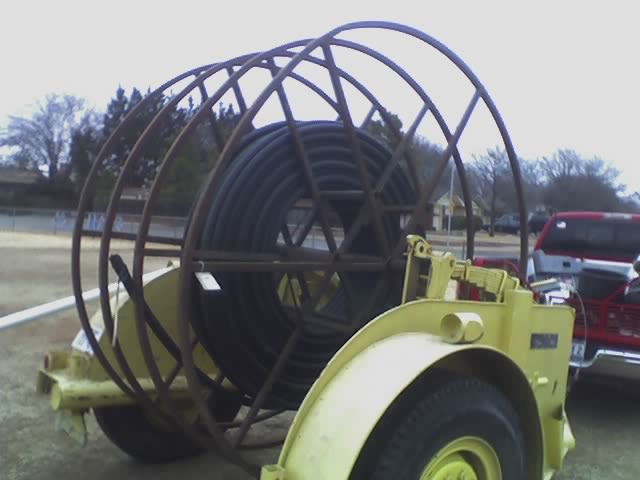
Прицеп для кабельного барабана с кабелепроводом, который может нести оптическое волокно

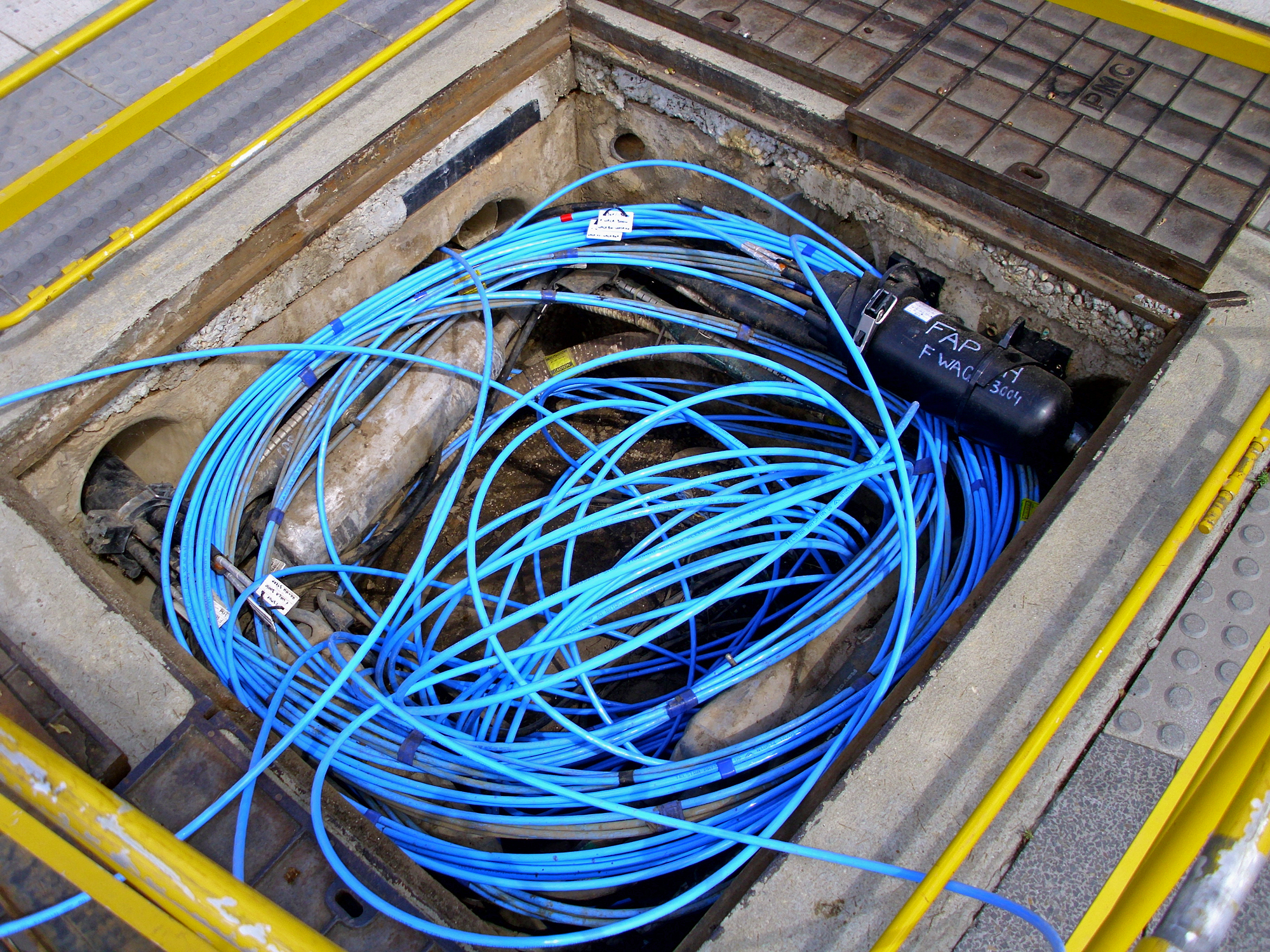
Многомодовое волокно в подземном коллекторе

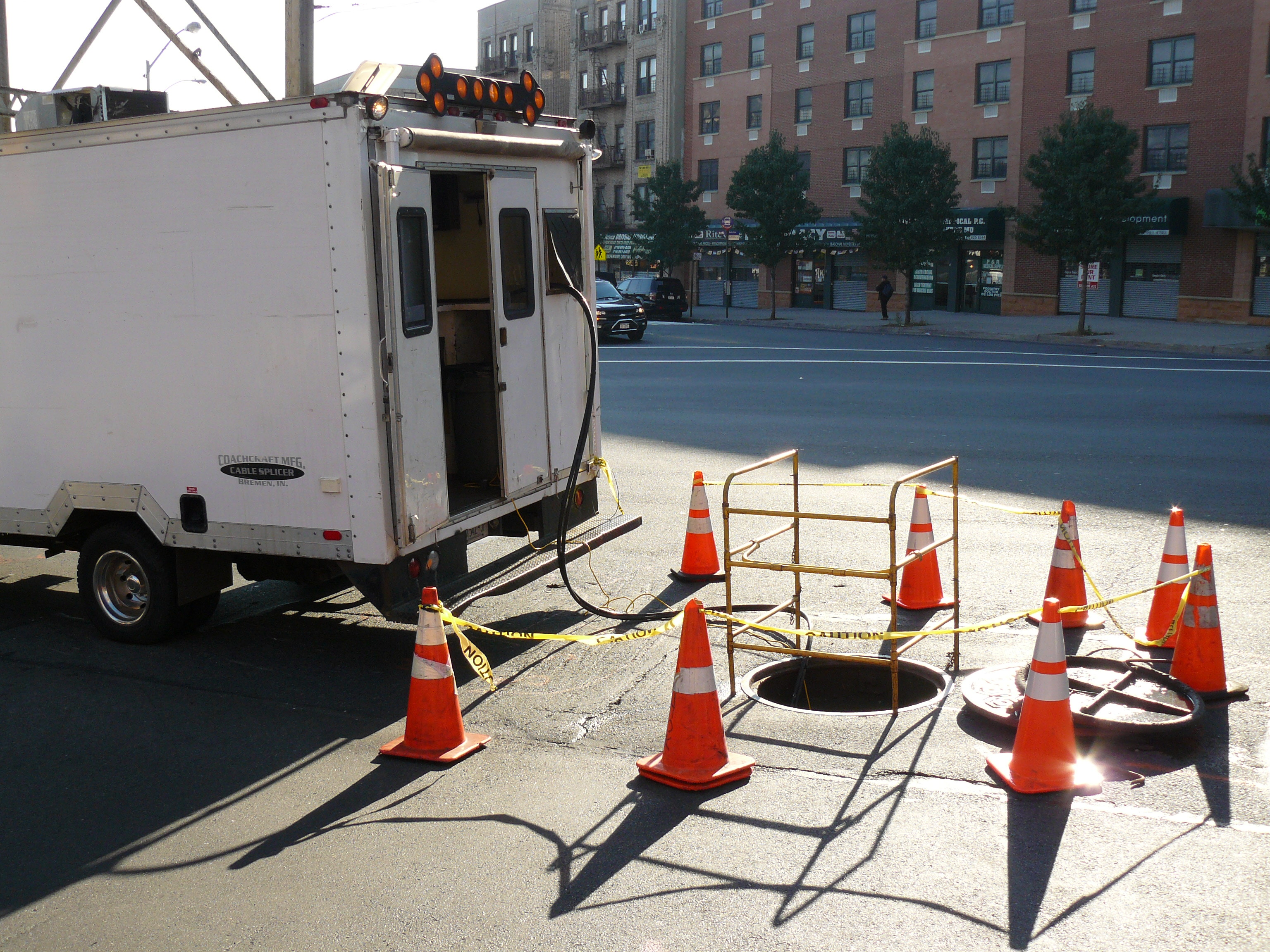
Мобильная лаборатория по сращиванию оптических волокон, используемая для доступа и соединения подземных кабелей

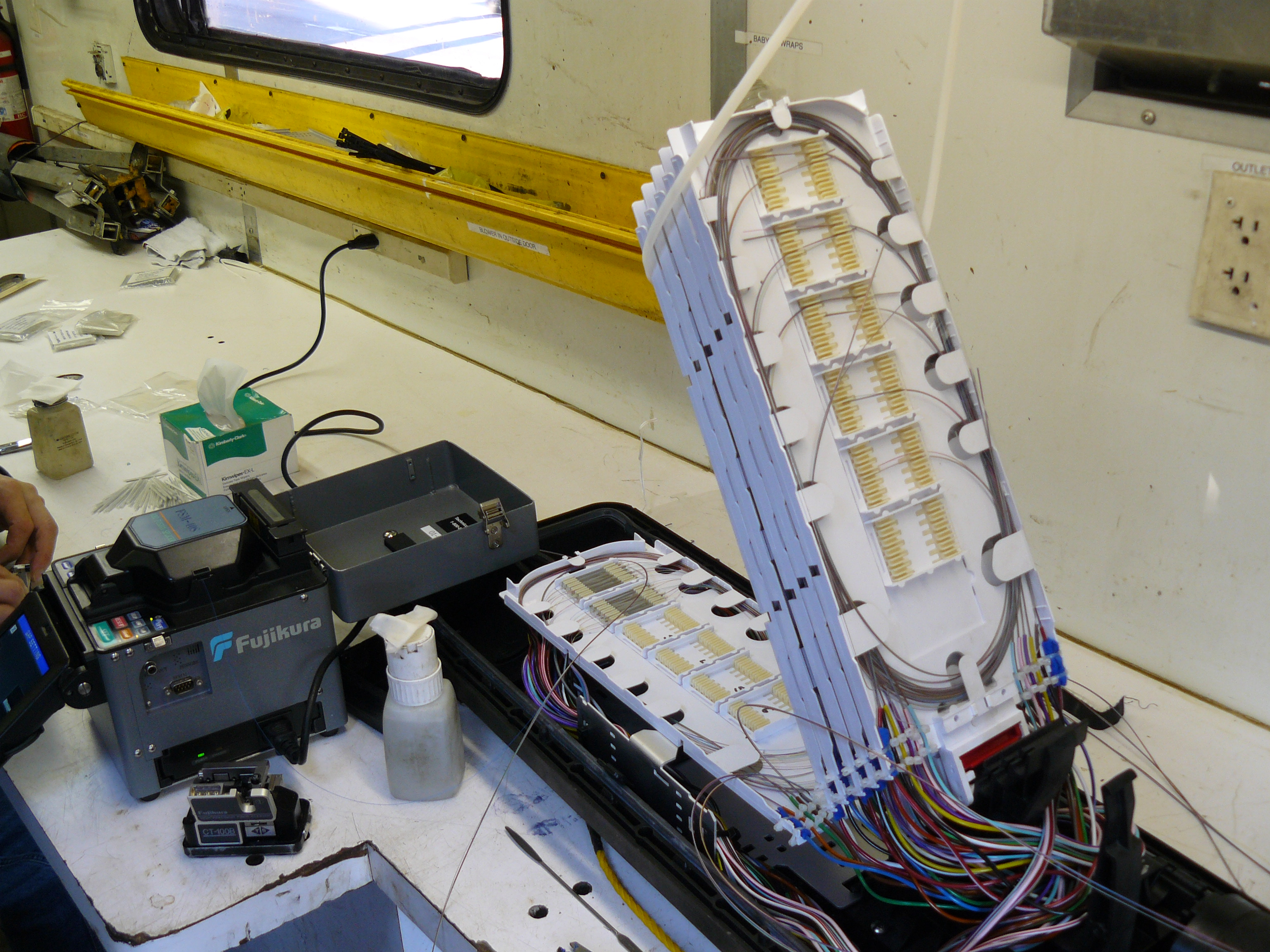
Тупиковая муфта со снятой крышкой. Хорошо видны кассеты для монтажа термоусаживаемых гильз, используемых для защиты точек сварки волокон.

Волоконно-оптическая связь находит всё более широкое применение во всех областях — от компьютеров и бортовых космических, самолётных и корабельных систем, до систем передачи информации на большие расстояния, например, в настоящее время успешно используется волоконно-оптическая линия связи Западная Европа — Япония, большая часть которой проходит по территории России. Кроме того, увеличивается суммарная протяжённость подводных волоконно-оптических линий связи между континентами.
Волокно в каждый дом (англ. Fiber to the premises, FTTP или Fiber to the home, FTTH) — термин, используемый телекоммуникационными интернет-провайдерами для обозначения широкополосных телекоммуникационных систем, базирующихся на проведении волоконного канала и его завершения на территории конечного пользователя путём установки терминального оптического оборудования для предоставления комплекса телекоммуникационных услуг, включающего:
- высокоскоростной доступ в Интернет;
- услуги телефонной связи;
- услуги телевизионного приёма.

Стоимость использования волоконно-оптической технологии уменьшается, что делает данную услугу конкурентоспособной по сравнению с традиционными услугами.

## История
Историю систем передачи данных на большие расстояния следует начинать с древности, когда люди использовали дымовые сигналы. С того времени эти системы кардинально улучшились, появились сначала телеграф, затем — коаксиальный кабель. В своем развитии эти системы рано или поздно упирались в фундаментальные ограничения: для электрических систем это явление затухания сигнала на определённом расстоянии, для сверхвысокочастотных (СВЧ) систем — несущая частота. Поэтому продолжались поиски принципиально новых систем, и во второй половине XX века решение было найдено — оказалось, что передача сигнала с помощью света гораздо эффективнее как электрического, так и СВЧ-сигнала.
В 1966 году Као и Хокхэм из STC Laboratory (STL) представили оптические нити из обычного стекла, которые имели высокое затухание (1000 дБ/км) из-за примесей, которые в них содержались и которые, в принципе, можно было удалить. Затухание в медном коаксиальном кабеле в то время составляло всего 5—10 дБ/км.
Существовало две глобальных проблемы при разработке оптических систем передачи данных: источник света и носитель сигнала. Первая разрешилась с изобретением лазеров в 1960 году, вторая — с появлением высококачественных оптических кабелей в 1970 году. Это была разработка Corning Incorporated. Затухание в таких кабелях составляло около 20 дБ/км, что было вполне приемлемым для передачи сигнала в телекоммуникационных системах. В то же время были разработаны достаточно компактные полупроводниковые GaAs-лазеры.
После интенсивных исследований в период с 1975 по 1980 год появилась первая коммерческая волоконно-оптическая система, оперировавшая светом с длиной волны 0,8 мкм и использовавшая полупроводниковый лазер на основе арсенида галлия (GaAs). Битрейт систем первого поколения составлял 45 Мбит/с, расстояние между повторителями — 10 км.
22 апреля 1977 года в Лонг-Бич, штат Калифорния, компания General Telephone and Electronics впервые использовала оптический канал для передачи телефонного трафика на скорости 6 Мбит/с.
Второе поколение волоконно-оптических систем было разработано для коммерческого использования в начале 1980-х. Они оперировали светом с длиной волны 1,3 мкм от InGaAsP-лазеров. Однако такие системы всё ещё были ограничены из-за рассеивания, возникающего в канале. Однако уже в 1987 году эти системы работали на скорости до 1,7 Гбит/с при расстоянии между повторителями 50 км.
В СССР волоконно-оптические системы первого поколения были испытаны в конце 1970-х годов. Одна из первых волоконно-оптических линий связи была смонтирована на вычислительном центре ГРЭС в Конакове. К концу 1985 года помимо внутриобъектовой связи на промышленных предприятиях были созданы волоконно-оптические линии внутригородской связи (в Москве, Ленинграде, Горьком и Зеленограде). Позднее, в январе 1988 года была введена в строй волоконно-оптическая линия связи, созданная в рамках межправительственного соглашения между СССР и ГДР.
Прокладка первой в мире трансокеанской волоконно-оптической линии связи была завершена в 1988 году (между Японией и США), её длина составила около 10 тысяч километров. Первый трансатлантический телефонный оптический кабель (TAT-8) был введён в эксплуатацию также в 1988 году. В его основе лежала оптимизированная Э. Десурвиром технология лазерного усиления. TAT-8 разрабатывался как первый подводный волоконно-оптический кабель между Соединёнными Штатами и Европой.
Разработка систем волнового мультиплексирования позволила в несколько раз увеличить скорость передачи данных по одному волокну, и к 2003 году при применении технологии спектрального уплотнения была достигнута скорость передачи 10,92 Тбит/с (273 оптических канала по 40 Гбит/с). В 2009 году лаборатории Белла посредством мультиплексирования 155 каналов по 100 Гбит/с удалось передать данные со скоростью 15,5 Тбит/с на расстояние 7000 км. В 2013 году ученые из Bell протестировали технологию шумоподавления, которая позволяет передать 400 Гб/сек по оптоволокну на 12 800 км без повторителей сигнала.